# Xue Changrui
Xue Changrui (chinesisch 薛 長銳 / 薛 长锐, Pinyin Xuē Chángruì; * 31. Mai 1991) ist ein chinesischer Stabhochspringer.
2013 siegte er bei den Leichtathletik-Asienmeisterschaften und wurde Zwölfter bei den Leichtathletik-Weltmeisterschaften in Moskau.
2014 wurde er Fünfter bei den Leichtathletik-Hallenweltmeisterschaften in Sopot, Zweiter beim Leichtathletik-Continentalcup in Marrakesch und siegte bei den Asienspielen in Incheon.

## Persönliche Bestleistungen
- Stabhochsprung: 5,82 m, 8. August 2017, London (chinesischer Rekord)
  - Halle: 5,81 m, 16. Januar 2016, Orléans